# Strix uralensis
L'allocco degli Urali (Strix uralensis Pallas, 1771) è un grande gufo notturno appartenente al genere Strix della famiglia Strigidae, da cui deriva anche il nome della famiglia secondo la tassonomia linneana. Il suo nome comune e scientifico si riferiscono agli Urali in Russia, dove fu raccolto l'esemplare tipo. Tuttavia, ha un'ampia distribuzione che si estende ad ovest fino alla Scandinavia, alle regioni montuose dell'Europa orientale e, sporadicamente, all'Europa centrale, quindi attraverso il Paleartico in tutta la Russia fino a Sachalin e il Giappone.
Questo gufo forestale è tipicamente associato alla vasta taiga euroasiatica, sebbene si trovi anche in altri tipi di foresta come le foreste temperate di latifoglie e miste e le foreste decidue temperate. È una specie generalista come molti del genere Strix, ma localmente dipende soprattutto da piccoli mammiferi come roditori e arvicole. Tende a difendere vigorosamente i suoi territori di nidificazione, nidificando in cavità naturali, nidi abbandonati di altre specie e, in molte aree, cassette nido appositamente costruite. Il suo successo riproduttivo è spesso legato ai cicli delle popolazioni di prede.
L'allocco degli Urali assomiglia all'allocco comune (Strix aluco), ma ha una colorazione più contrastante, è significativamente più grande e spesso pesa più del doppio. L'areale principale si trova nella foresta boreale della regione paleartica e si estende verso est fino alla Corea e al Giappone. Esistono inoltre popolazioni relitte nei Carpazi, nei Monti Beschidi e nelle Alpi Dinariche. Nell'area di confine tra Germania, Austria e Repubblica Ceca (Foresta bavarese, Boemia e Šumava) e più recentemente nel Wienerwald sono in corso tentativi di reintroduzione in parte riusciti. Viene descritta con fino a 15 sottospecie, almeno 8 generalmente riconosciute, tra cui S. u. liturata, S. u. macroura e S. u. uralensis che si riproducono in Europa. Nel complesso è considerata una specie a rischio minimo secondo l'IUCN.

## Aspetto

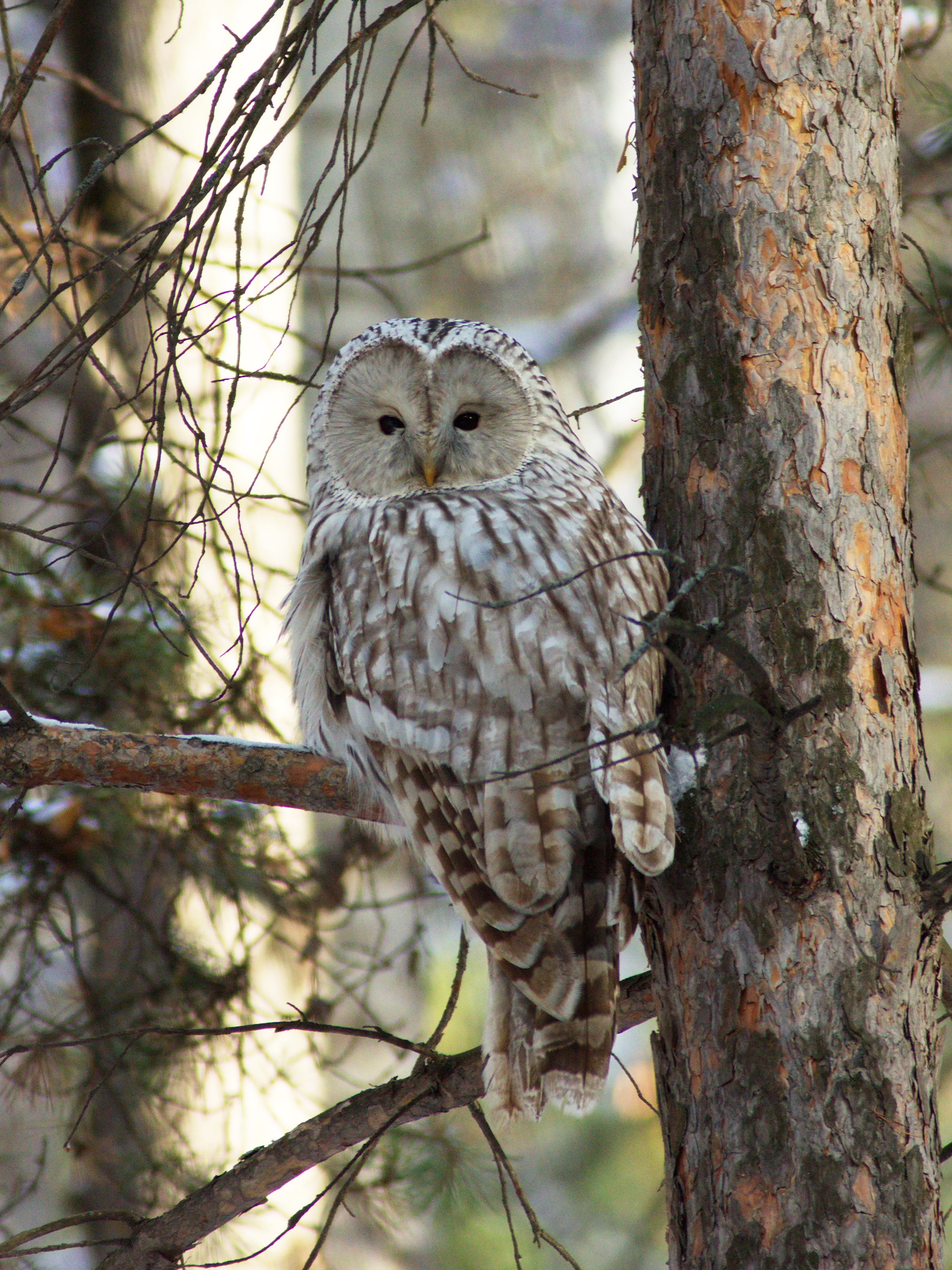
Strix uralensis uralensis, Novosibirsk, Russia

L'allocco degli Urali è un gufo di grandi dimensioni con un aspetto robusto e tarchiato. Ha una testa larga e arrotondata con un corrispondente disco facciale rotondo, caratterizzato da una piccola incavatura a forma di "V". Possiede una coda particolarmente lunga per un gufo, con la punta a forma di cuneo.
Il piumaggio varia da un grigio-brunastro pallido a un colore quasi bianco complessivo, con descrizioni più dettagliate delle variazioni nelle sottospecie. Il dorso e il mantello sono di un grigio-bruno leggermente più scuro con evidenti macchie bianche contrastanti. Le parti inferiori variano dal crema-ocra chiaro al grigio-brunastro e sono marcate da pesanti striature scure, senza barre trasversali. Sono note molte variazioni nel colore generale del piumaggio, sia a livello di sottospecie che individuale, con gli individui più settentrionali tendenzialmente più chiari di quelli meridionali.
In volo, un allocco degli Urali mostra un colore bianco-grigiastro nella parte inferiore delle ali, con pesanti barre scure intorno ai bordi e alle punte, mentre la lunga coda bianca con la punta scura spesso pende verso il basso. Il suo stile di volo è reminiscente di quello di una poiana, ma con battiti d'ala più profondi e rilassati, dando l'impressione di un uccello piuttosto grande. Gli occhi sono di un marrone scuro relativamente piccolo e ravvicinato, leggermente ovali e a forma di mandorla, conferendogli un'espressione meno feroce rispetto all'allocco di Lapponia (Strix nebulosa). Il becco è di colore giallastro, con una cera di un giallo sporco, mentre le zampe e le dita, relativamente lunghe, sono fittamente ricoperte di piumino grigiastro e gli artigli sono giallo-brunastri con punte più scure.
L'allocco degli Urali è un gufo piuttosto grande. Gli esemplari adulti hanno una lunghezza totale che va da circa 50 a 64 cm, rendendolo uno dei gufi più grandi al mondo, sebbene molti altri gufi siano in media più pesanti. L'apertura alare può variare da 110 a 134 cm. Esiste un evidente dimorfismo sessuale nelle dimensioni, con le femmine leggermente più grandi e soprattutto più pesanti dei maschi.
Già nel primo piumaggio giovanile, i giovani uccelli sono difficili da distinguere dagli adulti. La migliore caratteristica distintiva è la presenza di penne mesoptile non mutate, specialmente sulle copritrici inferiori della coda e sul piumaggio delle zampe dei giovani. Nel piumaggio intermedio, i giovani allocchi degli Urali assomigliano molto ai giovani allocchi comuni.

## Vocalizzazioni e morfologia delle orecchie
L'allocco degli Urali ha un vasto repertorio di vocalizzazioni, spesso molto differenziate a livello individuale. Il canto territoriale del maschio è una serie ritmica e profonda di note con una breve pausa dopo le prime due note, trascritto variamente come wihu huhuwo o huow-huow-huow. La frase si ripete a intervalli di diversi secondi. Il canto del maschio può essere percepito da esseri umani fino a 2 km di distanza, ma di solito non è considerato così lontano. In Finlandia, i picchi di attività canora in primavera si registrano tra le 22:00 e le 00:00 e più intensamente tra l'01:00 e le 03:00, orari diversi dai picchi di visite al nido.
La femmina ha un canto simile, ma più rauco e leggermente più acuto, conferendogli una qualità più "abbaiante". Non di rado, gli allocchi degli Urali duettano durante il corteggiamento. Inoltre, un profondo e rauco richiamo simile a quello di un airone, come kuwat o korrwick, è probabilmente utilizzato come richiamo di contatto. Questi richiami sono più prolungati e aspri rispetto alla nota kewick emessa dall'allocco comune (Strix aluco). I giovani chiedono il cibo con rauchi richiami chrrreh, simili a quelli dei giovani gufi comuni ma più profondi.
L'attività vocale tende a raggiungere il picco nella prima primavera, fino all'abbandono del nido da parte dei giovani, più spesso durante la cova e la nidificazione sotto forma di richiami di consegna delle prede. Il richiamo d'allarme, tipicamente emesso durante i giri di perlustrazione territoriale del maschio, è casualmente analogo al canto territoriale dell'gufo di palude (Asio flammeus), considerato un verso cupo e vuoto. Il richiamo d'allarme è udibile fino a 1500 m di distanza. L'allocco degli Urali ha anche un particolare e minaccioso schiocco del becco. In totale, un biologo svedese ha riferito che gli allocchi degli Urali emettono circa nove diverse vocalizzazioni. Nonostante la gamma di vocalizzazioni, la specie è generalmente molto silenziosa per un gufo di grandi dimensioni e potrebbe non emettere suoni nemmeno nei periodi di picco per quasi 2 giorni.
Le orecchie dell'allocco degli Urali sono piuttosto grandi, con una lunghezza media di circa 24 mm a sinistra e 27 mm a destra, e la falda dermica pre-auricolare misura circa 13 mm. Di fatto, le sue orecchie sono tra le più grandi registrate nei gufi. In combinazione con le grandi orecchie, il ben sviluppato disco facciale mostra l'importanza dell'udito per la caccia di questa specie e di altri gufi che cacciano nelle zone boreali. Sebbene l'allocco degli Urali sia risultato essere sviluppato in modo eccessivo a livello uditivo rispetto ad altre specie di Strix come l'allocco barrato (Strix varia), è risultato essere sottosviluppato rispetto ai gufi più confinati negli habitat di vera tundra boreale, come il gufo reale e il civetta capogrosso (Aegolius funereus).

## Distribuzione

Distribuzione dell'allocco degli Urali

Le aree di presenza continua dell'allocco degli Urali si trovano nella zona della foresta boreale di conifere e nella zona di transizione boreo-nemorale della Regione paleartica. In Europa iniziano nella Scandinavia centrale e nelle regioni nord-orientali dei Paesi baltici e continuano attraverso una fascia di larghezza variabile della Russia settentrionale fino alla costa del Pacifico. In Asia orientale, la specie abita l'intera regione Amur-Ussuri, parti delle province cinesi adiacenti a ovest, le foreste montane della Corea del Nord a sud fino alle regioni di confine con la Corea del Sud. Siti di nidificazione esistono anche su Sachalin e sulle isole giapponesi. Le popolazioni più sud-orientali si trovano sull'isola vulcanica disabitata di Torishima.
Le popolazioni dell'Europa centrale e sud-orientale sono considerate relitte dell'era glaciale. Si trovano nei Beschidi dell'area di confine tra Polonia, Slovacchia e Ucraina, nel nord-est dell'Ungheria, nei Carpazi rumeni, in Slovenia e nelle aree boschive delle Alpi Dinariche in Croazia, Serbia, Bosnia, forse anche in Montenegro e Macedonia del Nord. Una popolazione residua molto piccola e isolata esiste in Bulgaria.

### Distribuzione in Italia
L'allocco degli Urali, specie tipica delle regioni settentrionali dell'Eurasia al di sopra del 50º parallelo, ha recentemente esteso il suo areale riproduttivo alle latitudini meridionali, compresa l'Italia nord-orientale. Le prime nidificazioni accertate nel Paese risalgono al 1994 e sono state registrate in Friuli-Venezia Giulia.
Le conoscenze sulla distribuzione dell'allocco degli Urali in Friuli Venezia Giulia e nei Paesi limitrofi erano molto scarse fino agli anni '90 del secolo scorso, per mancanza di informazioni e ricerche specifiche. La specie era considerata rara o localizzata e nidificante solamente sul settore sloveno.
Negli anni '90 sono iniziate le prime ricerche in Slovenia, anche con l'utilizzo di nidi artificiali, che hanno fornito interessanti risultati sulla biologia, lo status e la densità delle coppie territoriali. Nello stesso periodo la specie è stata oggetto di studio anche in Friuli Venezia Giulia e nel 1994 è stata trovata per la prima volta nidificante in Italia nelle Valli del Natisone (Udine). Inoltre è stato accertato lo svernamento regolare di un numero annualmente variabile di individui.
Prima del 1994, l'allocco degli Urali era considerato unicamente una specie migratrice e svernante in Italia. Tuttavia, le Alpi e Prealpi orientali si sono rivelate un ambiente particolarmente idoneo alle esigenze ecologiche di questo elegante rapace notturno, favorendone l'insediamento come nidificante. È possibile che l'attuale espansione dell'areale riproduttivo dell'allocco degli Urali in Italia rappresenti una ricolonizzazione di territori storicamente occupati dalla specie. In passato, infatti, questo strigide era diffuso nell'intero Impero austro-ungarico, che nel XIX secolo comprendeva anche le regioni del nord-est italiano.
La sottospecie presente in Italia è la S. u. macroura, la stessa diffusa nell'Europa centrale e in Slovenia. Le condizioni ecologiche favorevoli riscontrate nelle foreste alpine e prealpine del Friuli-Venezia Giulia e del vicino Veneto hanno probabilmente agevolato la colonizzazione da parte di individui provenienti dalle popolazioni slovene.
Negli anni successivi i monitoraggi sono continuati con regolarità nella Regione Friuli Venezia Giulia, consentendo di scoprire altri settori di nidificazione in ambiente alpino e prealpino. In Friuli Venezia Giulia la distribuzione della specie interessa in gran parte le zone transfrontaliere al confine con Slovenia e Austria, con presenza di alcune coppie relativamente isolate sui rilievi subalpini e sulle Prealpi ed una maggiore diffusione sul settore alpino del Tarvisiano. Altri territori si trovano sulle Prealpi carniche, fino all'area di confine con il Veneto (Cansiglio) e in diversi settori delle Alpi Carniche.
La prima segnalazione italiana di allocco degli Urali risale al 1997, quando un maschio fu avvistato nell'Altopiano del Cansiglio, tra Veneto e Friuli-Venezia Giulia. Probabilmente lo stesso individuo frequentò l'area fino al 2000. Nel 2001 un altro maschio si insediò nella parte meridionale del Cansiglio, seguito nel 2006 da una coppia e un secondo maschio. Nonostante la posa di nidi artificiali, fino al 2007 non sono state riscontrate prove certe di nidificazione nell'altopiano.
Oltre all'idoneità ambientale, anche l'adozione di misure di tutela mirate, come l'installazione di nidi artificiali, ha contribuito all'insediamento dell'allocco degli Urali in Italia. La prima nidificazione in una cassetta nido è stata accertata nel 2008 nelle Valli del Natisone, in provincia di Udine.
La stima attuale per l'intera regione Friuli Venezia Giulia è di circa 50 coppie, con la probabile presenza di altri nuclei legata sia a carenza delle indagini che all'aumento della specie. Nonostante la specie sia ancora localizzata, negli ultimi decenni il suo areale italiano si è espanso, interessando diverse aree delle Alpi e degli Appennini settentrionali, seppur con una distribuzione frammentata. Le popolazioni più significative restano quelle del Friuli-Venezia Giulia e del Veneto.

### Presenza storica in Austria e Germania
In Austria, l'allocco degli Urali nidificava sporadicamente ma regolarmente in Carinzia nel XIX secolo, occasionalmente anche in Stiria. Lì, coppie nidificanti sono state registrate fino al 1950. Nidificazioni sono note anche nella Almtal dell'Alta Austria. Nonostante le nidificazioni sporadiche, la specie è considerata estinta in Austria.
In Germania, l'allocco degli Urali era un uccello nidificante nella Foresta Bavarese fino alla metà degli anni '20. Nel XIX secolo, singoli uccelli venivano abbattuti ripetutamente qui, inoltre c'erano ritrovamenti di covate e pulcini come prove di nidificazione. L'ultimo abbattimento avvenne nel 1923 sul Kaitersberg. Più o meno nello stesso periodo, le popolazioni si estinsero sul versante ceco di questa area forestale. L'ultimo avvistamento lì risale al 1926 nei pressi di Sušice. La persecuzione diretta tramite abbattimenti è stata probabilmente la causa principale della scomparsa di questa specie da queste regioni.
Nella Carinzia meridionale, allocchi degli Urali provenienti dalla Slovenia probabilmente nidificano di nuovo occasionalmente, e nell'area di confine italo-slovena questa specie nidifica regolarmente almeno dal 1994.

### Progetti di reintroduzione
Nel Parco nazionale della foresta bavarese, nella Selva Boema e nella Riserva Naturale di Šumava sono in corso tentativi di reintroduzione che probabilmente hanno portato a una popolazione autosufficiente di circa 10 coppie nidificanti ciascuna sul versante tedesco e ceco.
Dal 1975, l'amministrazione del Parco Nazionale della Foresta Bavarese ha ripetutamente rilasciato allocchi degli Urali allevati in cattività. Nel 1989 si è verificata la prima nidificazione di successo in natura. Nel 2012, si stima che dieci territori fossero occupati nell'area del parco nazionale.

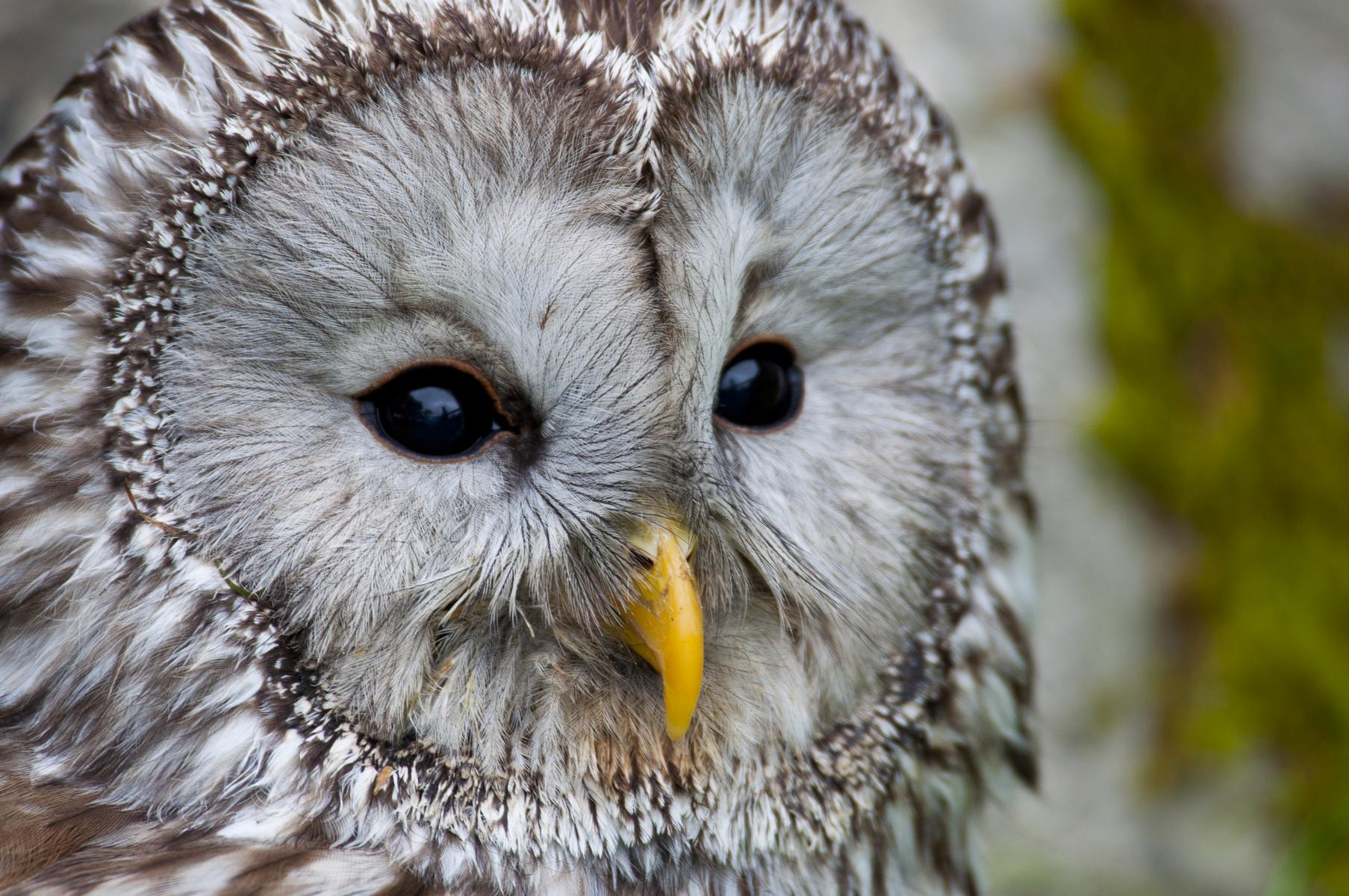
Allocco degli Urali (Strix uralensis)

Sul versante austriaco, l'azione è stata sospesa per il momento a causa dell'abbattimento illegale di allocchi rilasciati e delle continue proteste dei cacciatori, che temevano un impatto negativo sulla caccia alla selvaggina minore. Un concreto progetto di conservazione della specie da parte dell'Associazione per la Cura del Paesaggio e la Protezione delle Specie in Baviera, fondata nel 2015, è stato il reinsediamento dell'allocco degli Urali nel Parco Naturale Steinwald nell'Alto Palatinato.
Una nuova campagna di reintroduzione, iniziata e guidata dall'Istituto di Ricerca per la Fauna Selvatica e l'Ecologia dell'Università di Medicina Veterinaria di Vienna, con siti di rilascio nell'Area Wilderness Dürrenstein-Lassingtal e nel Wienerwald, è in fase di progetto e sta mostrando i primi successi. Nel 2011, per la prima volta dopo più di mezzo secolo, una coppia di allocchi degli Urali ha nidificato nuovamente nel Wienerwald. Nel 2012, un anno con una fortissima gradazione di topi nell'area, sono state registrate almeno 11 nidificazioni nel Wienerwald e nella zona di Amstetten e Scheibbs, 9 delle quali hanno avuto successo producendo l'insolito numero di trenta giovani allocchi all'involo. L'analisi dei dati degli uccelli monitorati via telemetria e la lettura degli anelli colorati hanno confermato che c'è uno scambio di uccelli nidificanti tra le singole aree di nidificazione. Ad esempio, la coppia nidificante nel distretto di Amstetten era composta da un maschio proveniente dall'area di rilascio di Dürrenstein e da una femmina proveniente dal Wienerwald. Dopo il crollo della gradazione di topi, nel 2013 non ci sono state nidificazioni nell'area di reintroduzione. Nel 2014, la situazione alimentare nel Wienerwald è migliorata significativamente, tanto che altri 17 giovani allocchi sono arrivati all'involo. Nell'area del Dürrenstein, con una disponibilità di cibo significativamente peggiore, solo una nidificazione ha avuto successo con due allocchi all'involo. Nel 2015, solo una coppia ha nidificato nel Wienerwald, ma quattro coppie nell'Area Wilderness Dürrenstein. Due nidificazioni sono avvenute in siti naturali su faggi. Un'ottima offerta di cibo e un gran numero di nuove cassette nido hanno fatto sì che nel 2017 50 giovani allocchi siano arrivati all'involo nelle due aree di rilascio. Come osservato da tempo, anche questa volta il rapporto tra i sessi è sorprendentemente sbilanciato con 3:2 a favore dei maschi.
Nella foresta bavarese, nel 2014 erano occupati 26 territori di nidificazione e in Friuli, nell'area dell'alto corso del Natisone, sono state registrate due nidificazioni in cassette nido con un totale di tre giovani allocchi.

### Movimenti
Gli allocchi degli Urali sono generalmente molto stanziali. Di diverse migliaia di uccelli inanellati da nidiacei in Finlandia, l'86% si è stabilito entro un raggio di meno di 50 km dal luogo di nascita. I proprietari dei territori si allontanano solo di pochi chilometri dal sito di nidificazione se la base alimentare è sufficiente. Tuttavia, sembrano verificarsi spostamenti più ampi che sono particolarmente frequenti negli uccelli della Siberia settentrionale. Anche in Europa, singoli individui si disperdono occasionalmente su lunghe distanze e possono apparire lontano dai siti di nidificazione più vicini. Un allocco degli Urali trovato morto nella Sassonia-Anhalt nel 1987 era stato inanellato l'anno precedente in Estonia; aveva quindi compiuto uno spostamento di oltre 1000 chilometri nel suo primo inverno.

## Habitat

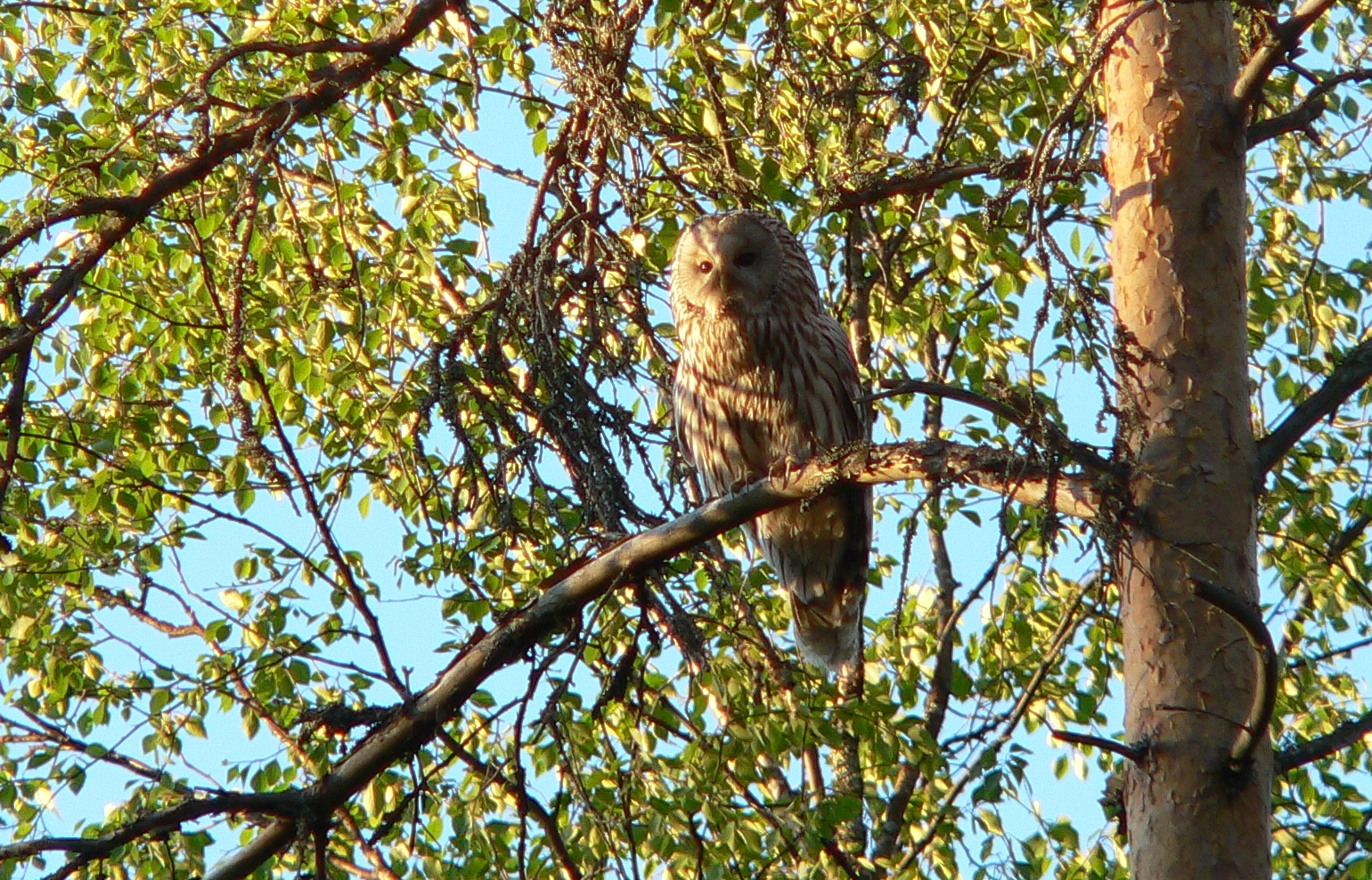
Allocco degli Urali nel suo habitat naturale in Finlandia

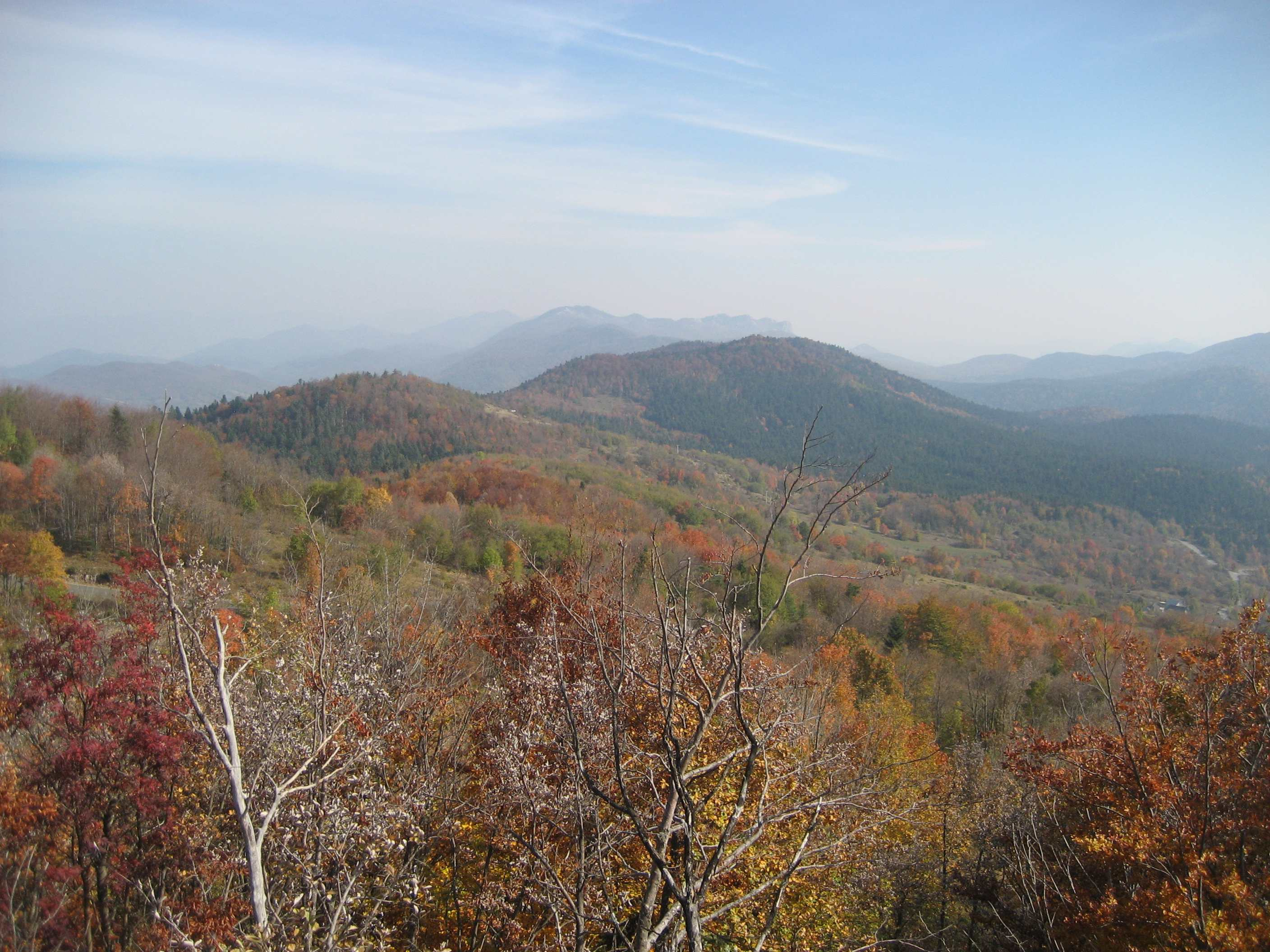
Habitat dell'allocco degli Urali nelle Alpi Dinariche

L'allocco degli Urali non è legato a particolari tipi di foreste. Nella sua area di distribuzione principale in Scandinavia e nella cintura di taiga russa, abita foreste dominate da abeti rossi, punteggiate di betulle e ontani, con una struttura arborea piuttosto aperta. Gli habitat dell'allocco degli Urali si trovano spesso ai margini di radure, aree disboscate o torbiere. Anche le acque stagnanti o a flusso lento fanno parte dell'habitat preferito. Oltre alla presenza di aree aperte con una buona offerta di piccoli mammiferi, sono essenziali sufficienti opportunità di nidificazione, sia sotto forma di cavità naturali, cassette nido o vecchi nidi di rapaci. La specie non colonizza foreste dense e contigue, ed evita anche i pendii ripidi. Nelle aree di nidificazione meridionali dell'Asia orientale, l'allocco degli Urali si spinge fino alla zona delle foreste di latifoglie sempreverdi. Durante l'inverno può spingersi anche nei pressi di centri abitati.
Le popolazioni residue dell'Europa centrale e meridionale prediligono foreste miste di faggi aperte con poco sottobosco; ideali sembrano essere i pendii leggeri e soleggiati che presentano strutture di confine con prati, pascoli e radure, nonché specchi d'acqua. Dove l'allocco degli Urali coesiste con l'allocco comune, quest'ultimo colonizza le aree forestali più dense, mentre l'allocco degli Urali preferisce foreste più aperte e strutture aperte e varie. Dove gli allocchi degli Urali non sono perseguitati, non evitano la vicinanza degli insediamenti umani; tuttavia, nell'Europa centrale e meridionale, la specie è decisamente emerofoba, cioè timida nei confronti dell'uomo. In queste aree di distribuzione dell'Europa centrale e meridionale, l'allocco degli Urali è considerato un abitante delle montagne medie. In realtà, tuttavia, non sembra esserci una netta preferenza per la colonizzazione di una particolare fascia altitudinale, purché siano presenti strutture di habitat adatte. La preferenza per le zone montane in Europa centrale potrebbe essere una conseguenza della distruzione dell'habitat a quote più basse.
In generale, il fabbisogno di spazio dell'allocco degli Urali è piuttosto ampio in relazione alle dimensioni della specie, circa tre volte maggiore di quello dell'allocco. Negli habitat medi dell'allocco degli Urali in Scandinavia, nidificano circa 5-7 coppie su 100 km², con distanze di nidificazione tra i due e i quattro chilometri. Tuttavia, in aree ottimali con un'ottima disponibilità di cibo, sono state riscontrate densità di insediamento significativamente più elevate: ad esempio, nel 1992 vicino a Cracovia, 3 coppie hanno nidificato in un'area boschiva di soli 10 km². Densità di insediamento ancora più elevate, fino a 10 territori su 10 km², si ipotizzano in base a studi più recenti nella Slovenia meridionale.

## Regime alimentare e tecniche di caccia

### Dieta
L'allocco degli Urali è un predatore opportunista che caccia sia dall'agguato che in volo. La sua dieta è molto varia e comprende prede di dimensioni variabili, dalle piccole arvicole fino a lepri o femmine di gallo cedrone. Tuttavia, la componente principale sono i piccoli roditori dei generi Microtus, Clethrionomys e Arvicola, con le arvicole che possono costituire oltre il 90% della dieta negli anni di picco delle loro popolazioni.
In un ampio studio sulla dieta condotto in Finlandia, l'arvicola acquatica (Arvicola amphibius) rappresentava il 22,15% delle 5995 prede esaminate e il 52,2% della biomassa, mentre l'arvicola campestre (Microtus agrestis) costituiva il 19,5% delle prede e il 18% della biomassa.  Un altro studio finlandese ha mostrato che su 1739 prede, le arvicole campestri rappresentavano il 42,7% delle prede e il 17,4% della biomassa, mentre le arvicole acquatiche costituivano il 33,9% delle prede e ben il 69,1% della biomassa.
Tra gli uccelli catturati, solitamente meno del 10% della dieta, vi sono prevalentemente tordi, columbidi, corvidi e galliformi, occasionalmente anche altri strigiformi. Tuttavia, in alcuni anni con scarsità di arvicole in Finlandia, gli uccelli hanno rappresentato fino al 32,2% delle prede e il 40,25% della biomassa, con i tordi del genere Turdus che erano le prede più frequenti. 
Nelle aree centro-europee, il ghiro (Glis glis) rappresenta una significativa integrazione alimentare, essendo una preda corpulenta fino a 240 grammi, soprattutto nelle faggete. Studi in Slovenia hanno rilevato che il ghiro può costituire fino al 25,5% della biomassa predata, specialmente dopo la stagione riproduttiva.
Benché anfibi, rettili e pesci compaiano regolarmente nei resti alimentari (borre), il loro apporto calorico è secondario. Più importanti possono essere gli insetti di grandi dimensioni, specie coleotteri, quando scarseggia altra preda. In Giappone, gli allocchi degli Urali sono stati osservati predare regolarmente scarabei rinoceronti giapponesi (Trypoxylus dichotomus). L'allocco degli Urali non disdegna neppure le carcasse.

### Tecniche di caccia
Il metodo predatorio preferito dall'allocco degli Urali è la caccia dall'agguato da posatoi sopraelevati. L'allocco sta quasi eretto, con la testa piegata di 90° e il disco facciale aperto. Avvistata o percepita acusticamente una preda, si protende in avanti quasi orizzontalmente per lasciarsi cadere con un volo radente a spirale. Le prede più piccole sono uccise dall'impatto, quelle maggiori da morsi alla nuca o alla testa.
Studi sperimentali condotti in Giappone su allocchi degli Urali semi-selvatici hanno mostrato che questi rapaci sono in grado di imparare quali aree hanno maggiori probabilità di contenere prede e di foraggiare più intensamente in quelle zone. Quando esposti a aree con presenza di prede e aree senza prede, gli allocchi foraggiavano in entrambe, ma col tempo imparavano a preferire le aree con maggiore disponibilità di cibo. Similmente, quando venivano offerti loro topi selvatici e arvicole, gli allocchi imparavano a selezionare le aree con le prede di dimensioni maggiori.
Meno frequente è la caccia esplorativa a bassa quota, con l'uccello che pattuglia il territorio volando lentamente per lasciarsi cadere con brusche virate su prede individuate, effettuando talora brevi fasi di volo stazionario.
Gli insetti vengono ghermiti in volo con gli artigli, mentre non sono note le tecniche di caccia agli uccelli.
Le prede minori sono trasportate negli artigli o nel becco verso i posatoi di alimentazione, raramente consumate in loco. Quelle più grandi vengono sezionate e divorate a bocconi, con preferenza per la carne del petto negli uccelli ed esclusione delle interiora nei mammiferi. Gli allocchi degli Urali accumulano scorte di cibo tutto l'anno in cavità, fessure e ceppi marciti.
Nella parte europea dell'areale, una delle prede più importanti è l'arvicola rossastra (Clethrionomys glareolus), che può rappresentare fino al 38,1% delle prede in Slovenia. Anche i toporagni di quasi 20 specie vengono predati in tutta l'area di distribuzione. Sebbene non siano significativi in termini di biomassa, la cattura di toporagni può permettere agli allocchi di sopperire alla fame quando le prede principali scarseggiano.
Altri piccoli mammiferi predati occasionalmente includono pipistrelli, scoiattoli volanti e donnole.
Tra le prede di maggiori dimensioni vi sono scoiattoli rossi (Sciurus vulgaris), che pesano oltre 200 g da adulti, e ratti bruni (Rattus norvegicus) del peso di circa 300 g. Occasionalmente vengono catturati anche ricci europei (Erinaceus europaeus), con un peso medio stimato di 652 g in Finlandia.
Un'altra preda di grandi dimensioni associata agli allocchi degli Urali sono le lepri, anche se di rado rappresentano una parte sostanziale della dieta. Questi rapaci possono arrivare a ottenere fino al 25% della loro biomassa dalle lepri, che sono le prede più grandi note per essere catturate dagli allocchi degli Urali. Quando cacciano lepri, gli allocchi degli Urali si concentrano di solito su esemplari relativamente giovani. In Europa, possono predare sia lepri europee (Lepus europaeus) che, soprattutto, lepri variabili (Lepus timidus). La taglia media delle lepri variabili catturate in Finlandia è stata stimata variare da 173 a 2000 g, con una mediana comune di circa 500 g. Eccezionalmente, gli allocchi degli Urali possono catturare anche lepri variabili adulte, che pesano in media circa 2900 g, ma questo potrebbe non essere confermato. In Giappone possono essere predate anche lepri giapponesi (Lepus brachyurus).

### Borre
Le borre degli allocchi degli Urali hanno dimensioni mediamente di 62 x 25 mm, con un massimo di 94 x 35 mm. Sono molto compatte e leggermente appuntite alle estremità. Essendo frequente il cambio di posatoi diurni al di fuori del periodo riproduttivo, le borre risultano difficili da reperire in natura.

## Comportamento

### Attività, comportamento di riposo e comfort
Gli allocchi degli Urali sono attivi al crepuscolo e di notte. Tuttavia, durante la stagione riproduttiva, cacciano fino a tarda mattina, a volte anche durante il giorno. Il primo picco di attività si ha al crepuscolo serale e si estende fino a circa mezzanotte. In questo periodo l'intensità dei richiami è massima. Dopo una pausa di riposo e toilettatura, segue un secondo picco di attività che dura fino alle prime ore del mattino. Nella breve estate nordica, l'attività principale inizia solo verso mezzanotte ed è interrotta solo da brevi pause di toilettatura.
L'allocco degli Urali cambia spesso i posatoi diurni. Spesso si trovano molto in basso su legname accatastato, alberi in rovina o in rimboschimenti. Tuttavia, durante la stagione riproduttiva, sono sempre vicini e in vista del sito di nidificazione. Quando l'allocco riposa su un albero più alto, spesso sceglie rami laterali deboli e si preme vicino al tronco. I posatoi diurni dei partner sono ampiamente distanziati al di fuori della stagione riproduttiva; solo durante il periodo di accoppiamento gli allocchi degli Urali appaiati possono essere trovati vicini, a volte sonnecchiando in contatto corporeo reciproco.
Gli allocchi degli Urali dedicano molto tempo alla cura del piumaggio. Prendono abbondantemente il sole, soprattutto nelle giornate invernali, e cercano appositamente punti esposti al sole. Fanno spesso il bagno, soprattutto durante la nidificazione e la muta, immergendosi ampiamente. Con pioggia leggera, si lasciano spruzzare con le piume spiegate, mentre con pioggia forte e persistente cercano posatoi riparati o assumono una posizione protettiva.

### Comportamento territoriale e di difesa
Gli allocchi degli Urali sono territoriali tutto l'anno e estremamente aggressivi soprattutto durante la stagione riproduttiva. Difendono il loro territorio contro i conspecifici, ma anche contro specie più piccole, in particolare l'allocco comune. Gli avversari vengono attaccati direttamente e aggrediti con gli artigli. Caratteristici della specie sono i voli d'attacco su esseri umani, ma anche su cervi o cinghiali, se si avvicinano troppo all'area di nidificazione. Questi attacchi di solito avvengono a sorpresa da dietro, dopo che l'uccello ha spesso seguito l'intruso inosservato per un lungo periodo. Durante questi voli d'attacco, l'allocco degli Urali sfiora la vittima nella zona della testa, delle spalle o della schiena, occasionalmente ferendola in modo significativo. È stato anche osservato che l'allocco si aggrappa a una parte del corpo e si lascia trascinare. Le femmine sono più attive e aggressive dei maschi in questi attacchi. Il nome svedese Slaguggla ('gufo attaccante') deriva da questo comportamento.
D'altra parte, al di fuori della stagione riproduttiva, gli allocchi degli Urali possono comportarsi in modo poco timido, quasi docile e curioso, il che ha favorito molto la loro persecuzione da parte dell'uomo. Possono mostrare un comportamento che viene interpretato come "sonno da conflitto", in cui permettono avvicinamenti fino a pochi metri senza muoversi prima di volare via.

## Riproduzione

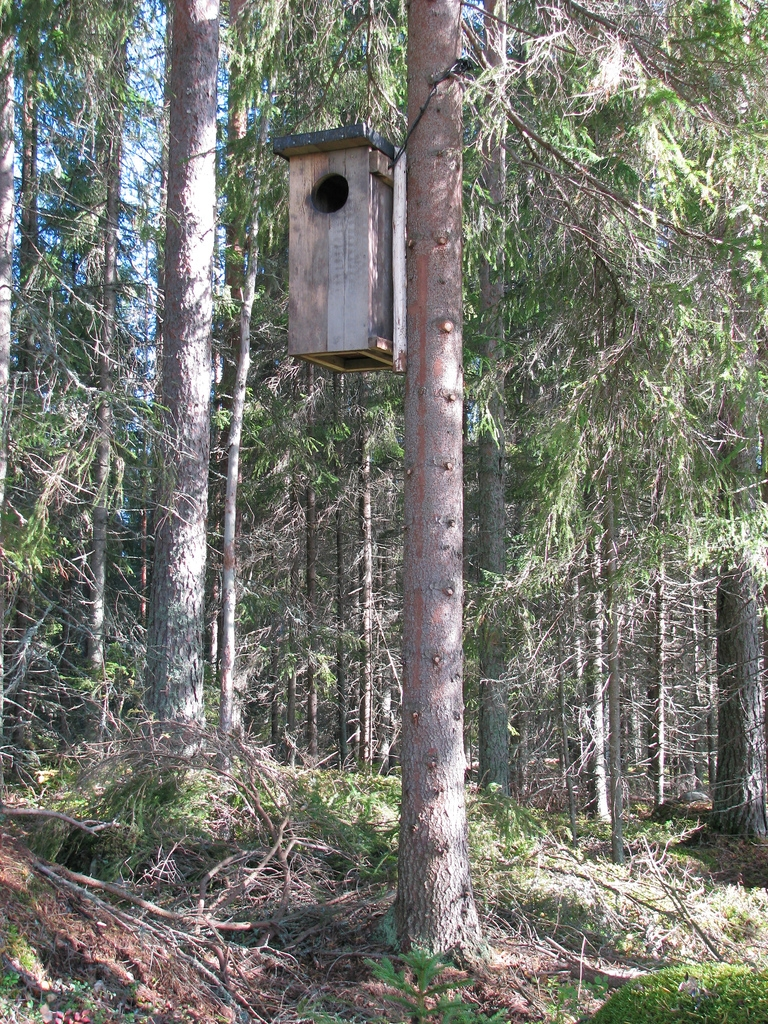
Cassetta nido per l'allocco degli Urali in Finlandia

Gli allocchi degli Urali formano coppie monogame durature, che tuttavia al di fuori della stagione riproduttiva sono caratterizzate da distanza e marcata aggressività intraspecifica. La biandria è stata osservata solo nelle cove in cattività. Le femmine raggiungono la maturità sessuale alla fine del primo anno di vita, probabilmente anche i maschi. Tuttavia, le femmine di un anno si riproducono solo in anni eccezionalmente buoni per i topi, e anche le femmine di due anni di solito non nidificano ancora.

### Corteggiamento, formazione della coppia e sito di nidificazione

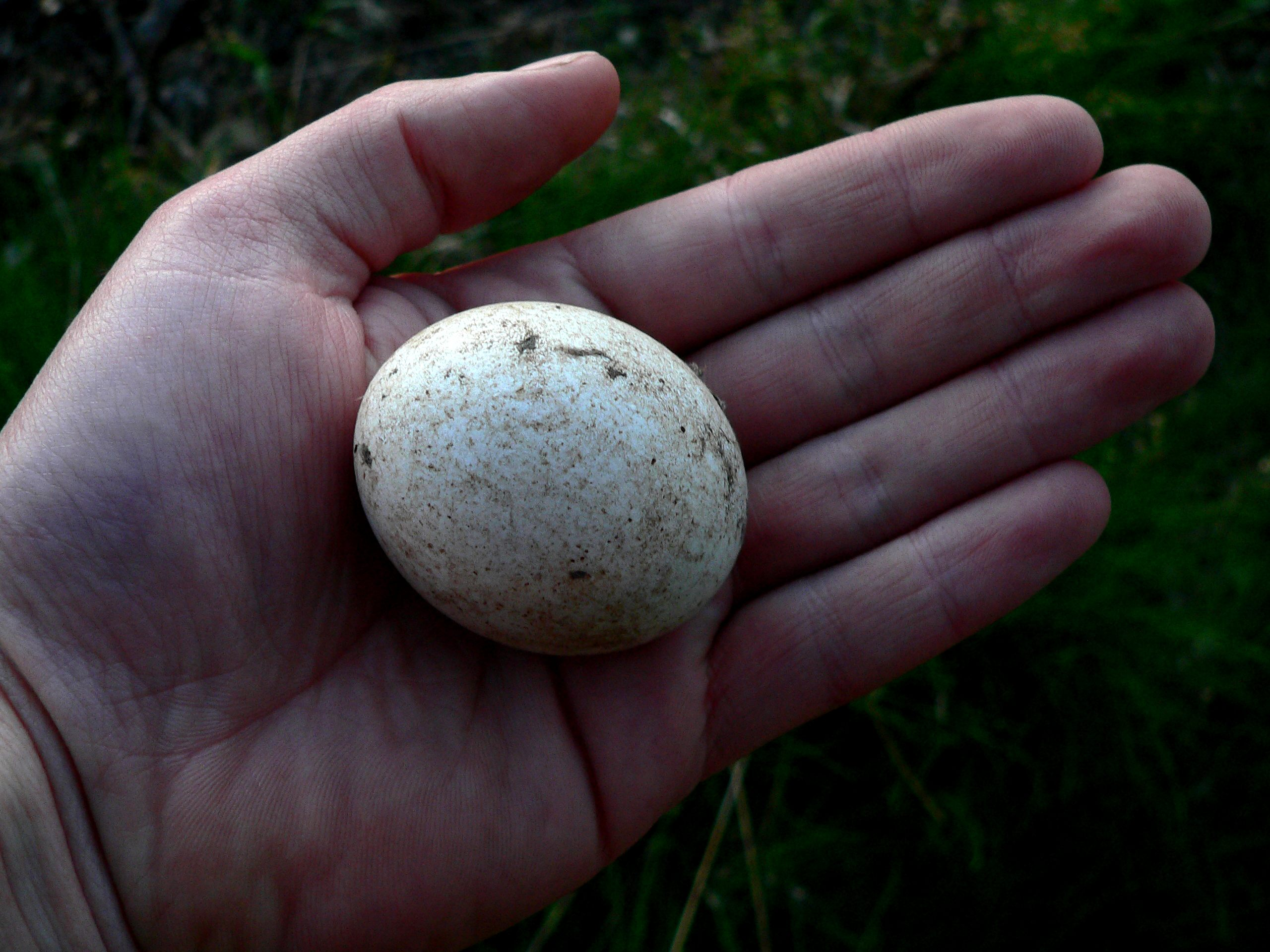
Uovo non fecondato da una covata finlandese

L'accoppiamento inizia durante il corteggiamento autunnale ed è caratterizzato da rumorose serie di richiami, ma anche da una grande aggressività da parte di entrambi i partner. In questo periodo i canti territoriali si sentono più frequentemente e completamente. Il corteggiamento principale inizia a gennaio. Acusticamente, questa fase è caratterizzata dalle serie di richiami di indicazione del nido del maschio e da vari richiami di contatto. Avvengono anche i primi trasferimenti di prede, così che il reciproco bisogno di distanza si riduce gradualmente, finché non è ampiamente scomparso durante le ispezioni congiunte del sito di nidificazione, eventualmente persino entrando insieme in una cavità. In questo periodo i partner possono riposare strettamente vicini, a volte in contatto corporeo reciproco; sono stati osservati anche grooming e toelettatura reciproca del piumaggio. Quando i trasferimenti di prede diventano più frequenti e maschio e femmina preparano il sito di nidificazione per la deposizione delle uova con movimenti rotatori nella conca del nido, avvengono anche le prime copulazioni, di solito su un ramo vicino al sito di nidificazione.
I siti di nidificazione preferiti sono ampie cavità in vecchi alberi, ceppi che presentano depressioni a forma di conca sulla sommità, così come vecchi nidi di rapaci, corvidi o cicogna nera. Occasionalmente, le cove di allocco degli Urali si trovano anche su cornicioni rocciosi; si verificano anche nidificazioni al suolo. Le cassette nido vengono volentieri accettate. Il sito di nidificazione viene preparato con movimenti rotatori e di scavo, nelle cavità vengono rosicchiati i trucioli sporgenti. L'allocco degli Urali, come tutti gli altri allocchi, non porta materiale per il nido.

### Covata e cova
Negli anni buoni per le arvicole e con scarsa copertura nevosa, il periodo di deposizione delle popolazioni di allocco degli Urali dell'Europa centrale inizia già a metà febbraio, ma di solito solo a metà marzo. Gli uccelli della Scandinavia settentrionale e della Siberia iniziano a deporre le uova ad aprile. Covate fresche possono essere trovate ancora a giugno. In situazioni di scarso cibo, le nidificazioni possono spesso saltare per diversi anni. Gli allocchi degli Urali nidificano solo una volta all'anno, non si sa nulla di covate sostitutive in caso di perdita della covata. Durante la stagione riproduttiva, il maschio fornisce cibo alla femmina.
Ad intervalli di 2-3 giorni, la femmina depone di solito 3-4 (1-6) uova inizialmente bianche pure, rotonde-ovali, che con una media di 50 × 42 mm e un peso di 50 grammi hanno le dimensioni di un piccolo uovo di gallina. La femmina cova saldamente dal primo uovo. Dopo circa 28 giorni, schiude il primo pulcino, gli altri seguono in base all'intervallo di deposizione. Loro e la femmina vengono nutriti nelle prime settimane solo dal maschio; la femmina cova i pulcini e seziona il cibo. I pulcini si sviluppano molto rapidamente. Già dopo circa 5 settimane, i giovani, capaci solo di voli sfarfallanti, saltano fuori dal nido e poi cercano di arrampicarsi su un albero il più rapidamente possibile con l'aiuto degli artigli e del becco per raggiungere un'altezza sicura e una posizione protetta. Questa fase rischiosa della vita, che spesso dura diversi giorni, viene chiamata "stadio di allontanamento". I giovani vengono ora accuditi da entrambi i genitori per altri 60 giorni. Possono volare in modo relativamente sicuro a 90 giorni di vita e lasciano l'area di riproduzione poco dopo.

### Successo riproduttivo e aspettativa di vita
Il tasso di riproduzione annuale dell'allocco degli Urali varia notevolmente, soprattutto in base alla rispettiva disponibilità di cibo e alle condizioni climatiche durante il periodo di riproduzione, e si attesta tra 0,9 e 2,9 giovani involati per nidificazione iniziata. Uno studio svedese ha rilevato 1,8 giovani allocchi all'involo in un censimento di sette anni.
Di questi, circa il 60% sopravvive il primo anno di vita, del restante 70% il secondo, dopodiché il tasso di mortalità si appiattisce leggermente. Quindi, di una coorte di nascita, dopo due anni rimane in vita significativamente meno della metà degli allocchi.
L'età massima di un allocco degli Urali inanellato ritrovato in natura è considerata 22 anni; un uccello in voliera ha raggiunto i 30 anni.

## Tassonomia

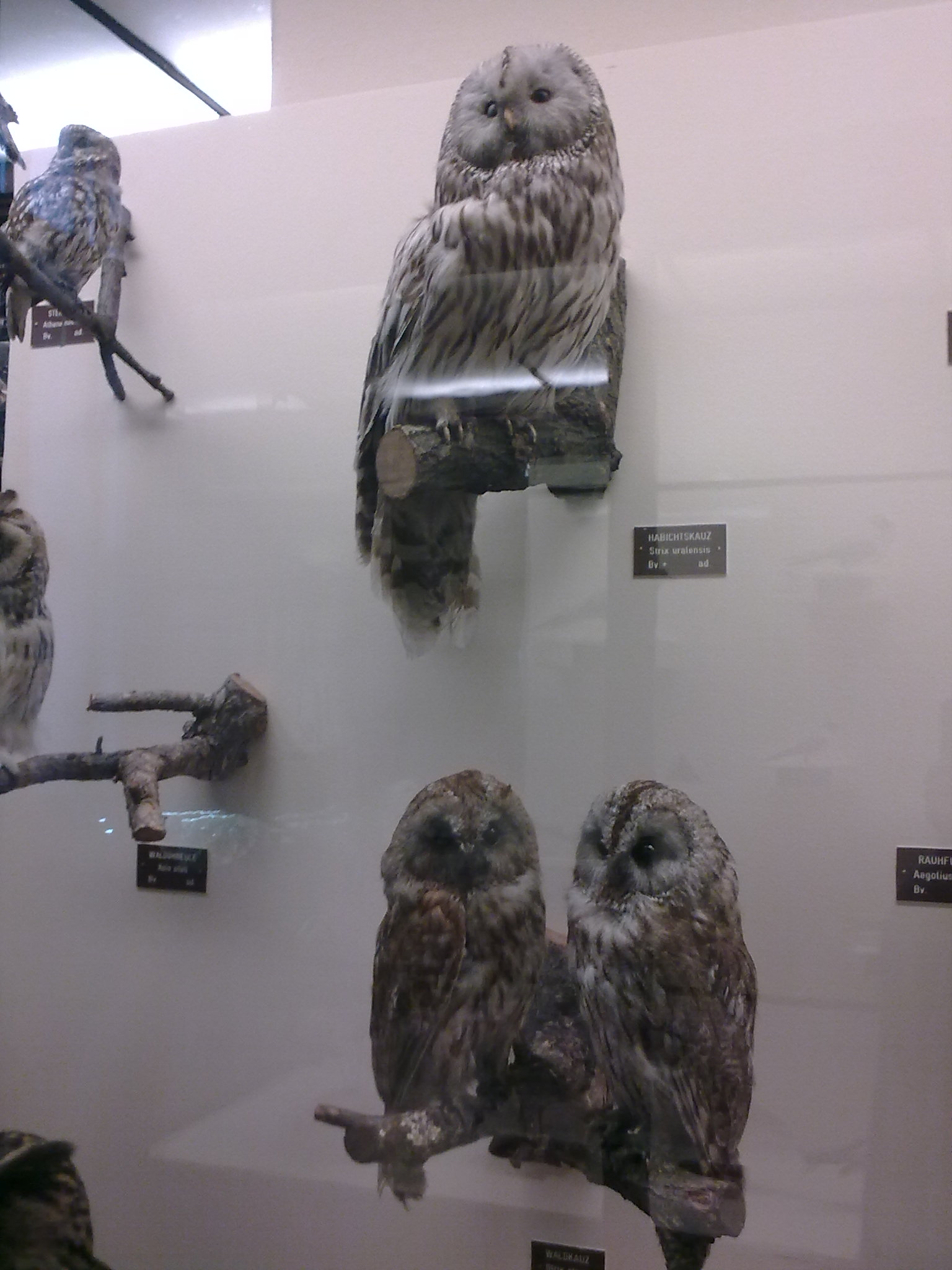
Un esemplare imbalsamato di allocco degli Urali accanto a una coppia del suo stretto parente, l'allocco comune.

L'allocco degli Urali venne nominato dal naturalista Peter Simon Pallas nel 1771 con il nome scientifico Strix uralensis, poiché l'esemplare tipo fu raccolto nella catena montuosa degli Urali. Sebbene gli Urali si trovino circa al centro dell'areale di distribuzione della specie, alcuni autori come Karel Voous lamentarono che per il nome comune in inglese non fosse stato scelto un termine più appropriato di "Ural owl". In altre lingue, la specie è conosciuta come Slaguggla, ovvero "allocco d'attacco", in svedese, Habichtskauz, o "allocco-sparviero", in tedesco, oppure come "allocco dalla lunga coda" in russo.
L'allocco degli Urali appartiene al genere Strix, i cui membri sono spesso definiti "allocchi delle foreste". Conservativamente, circa 18 specie sono attualmente rappresentate in questo genere, tipicamente gufi di dimensioni medio-grandi, caratterizzati da una testa arrotondata e priva di ciuffi auricolari, che si sono adattati a vivere nelle zone forestate di varie fasce climatiche. Quattro specie di allocchi native della regione neotropicale sono talvolta incluse nel genere Strix, ma alcune autorità le hanno anche inserite in un genere separato ma correlato, Ciccaba. Gli allocchi del genere Strix hanno un esteso record fossile e sono stati ampiamente diffusi per lungo tempo. La relazione genetica dei gufi veri è piuttosto complicata e diversi test genetici hanno indicato che gli allocchi Strix sono imparentati con generi dall'aspetto disparato come Pulsatrix, Bubo e Asio.
Si ritiene che l'allocco comune sia uno stretto parente dell'allocco degli Urali. Alcuni autori hanno ipotizzato che l'origine della divisione tra queste specie sia seguita alle glaciazioni continentali del Pleistocene, che separarono un gruppo sud-occidentale o meridionale nelle foreste temperate (ovvero l'allocco comune) da un gruppo orientale che abitava le fredde regioni boreali (ovvero l'allocco degli Urali). Questo schema si rispecchia anche in altre specie di uccelli, come il picchio verde (Picus viridus), distinto dal più settentrionale picchio cenerino transcontinentale (Picus canus). Dopo il ritiro delle masse glaciali continentali, gli areali delle due specie si sono recentemente compenetrati.
Sebbene i dettagli della storia naturale dell'allocco comune e quello degli Urali siano in gran parte corrispondenti, le due specie presentano comunque diverse differenze morfologiche e sono in larga misura adattate a climi, orari di attività e habitat diversi. Basandosi sui fossili di specie del genere Strix del Pleistocene medio (nominata Strix intermedia) rinvenuti in varie località della Repubblica Ceca, Austria e Ungheria, si evince che questi resti appartengono a un animale di forma e dimensioni intermedie tra l'allocco degli Urali e l'allocco comune.
Tuttavia, i fossili di un allocco Strix più grande e dalle proporzioni diverse rispetto all'allocco comune, identificato come Strix brevis, provenienti dalla Germania e dall'Ungheria e risalenti a prima del Pleistocene (ovvero al Piacenziano), così come i fossili diagnosticati come appartenenti all'allocco degli Urali rinvenuti in depositi meridionali disparati in Sardegna del Pleistocene inferiore e in depositi del Pleistocene medio nel bacino pannonico, e ancora più tardi durante l'Olocene iniziale, ben più a ovest, in Belgio, Francia e Svizzera, suggeriscono una storia evolutiva e di distribuzione più complicata. In cattività è stato registrato un ibrido tra un maschio di allocco degli Urali e una femmina di allocco comune, che riuscì a produrre due discendenti di dimensioni intermedie e con un canto più complesso che condivideva alcune caratteristiche con le vocalizzazioni di entrambe le specie.
Alcune specie americane, come l'allocco barrato, sono a volte considerate strettamente imparentate al punto che l'allocco degli Urali, l'allocco barrato e l'allocco macchiato (Strix occidentalis) sono stati considerati potenzialmente parte di un complesso di specie o addirittura della stessa specie. Tuttavia, non ci sono prove né probabilità che gli allocchi Strix tra America ed Eurasia abbiano mai formato una popolazione continua, data la loro adattabilità alle aree ben forestate, oltre al fatto che l'allocco barrato è ecologicamente più simile all'allocco comune più generalista, nonostante abbia dimensioni intermedie tra quest'ultimo e l'allocco degli Urali (più vicino a quest'ultimo), e che l'allocco comune non si trova da nessuna parte vicino al confine tra Nord America e Russia, come invece l'allocco degli Urali.
L'aspetto più ambiguo delle relazioni dell'allocco degli Urali è sicuramente l'allocco del Sichuan, che storicamente e attualmente è stato considerato sia una sottospecie isolata dell'allocco degli Urali che una specie distinta. Si ritiene che l'allocco del Sichuan sia probabilmente un relitto glaciale delle foreste montuose della Cina occidentale, dove la vita vegetale e animale spesso ricorda quella del periodo pre-glaciale. Uno studio recente ha indicato che l'allocco del Sichuan è una specie valida, basandosi su differenze nell'aspetto, nelle vocalizzazioni e nella storia naturale, sebbene studi genetici abbiano mostrato una diversità piuttosto confusa tra le razze del complesso di specie dell'allocco degli Urali. L'allocco del Sichuan è stato riconosciuto dalla Clements Checklist of Birds of the World ma BirdLife International e IUCN lo classificano ancora come sottospecie dell'allocco degli Urali.

### Sottospecie
Sono state descritte fino a 20 sottospecie. König & Weick ritengono giustificata la tassonomia di 8. Talvolta vengono distinti due gruppi di razze: le forme della terraferma paleartica relativamente grandi, piuttosto chiare tranne S. u. macroura, e le forme insulari giapponesi più piccole e brunastre. L'allocco del Sichuan (Strix davidi), spesso considerato una sottospecie dell'allocco degli Urali, è oggi considerato una specie a sé stante.
- Strix uralensis uralensis Pallas, 1771: La forma nominale abita l'areale di gran lunga più ampio, che si estende dalla costa del Pacifico a est fino all'alto corso del Volga a ovest. La sottospecie si presenta in una forma chiara e una (più rara) scura.
- Strix uralensis liturata Lindroth, 1788: Questa sottospecie abita l'Europa settentrionale verso est fino al Volga, dove si mescola con S. u. uralensis. È leggermente più grande, più pesante e leggermente più scura della forma nominale.
- Strix uralensis macroura Wolf, 1810: La sottospecie più grande abita gli habitat relitti dell'Europa centrale e sud-orientale. Si presenta anche in una forma melanica, poco contrastante, marrone caffè. Soprattutto nelle Alpi Dinariche, questa variante di colore non sembra rara, fino al 10%.[103]
- Strix uralensis yenisseensis Buturlin, 1915: Questa sottospecie è leggermente più piccola, più scura e con ali più corte della forma nominale, con la quale si mescola in vaste aree. Il suo areale si trova nella Siberia settentrionale, in inverno individui di questo tipo appaiono nella Mongolia nord-orientale e nella regione del Baikal.
- Strix uralensis nikolskii Buturlin, 1907: Questa sottospecie assomiglia a S. u. liturata nella colorazione del corpo, ma la regione della testa e delle spalle ha una tonalità bruna. Il suo areale si estende dalla regione del Baikal verso sud-est fino alla Corea.
- Strix uralensis fuscescens Temminck & Schlegel, 1850: Una sottospecie relativamente piccola, diffusa nell'Honshū occidentale e in parti del Kyūshū. Nell'impressione generale è rosso-marrone con segni giallastri; il ventre è striato di marrone scuro su fondo crema, spesso con marcati segni a goccia bianchi.
- Strix uralensis hondoensis (Clark AH, 1907): Anche questa sottospecie è più piccola delle razze continentali e nell'impressione generale è marrone ruggine. Le parti bianche nella regione della testa e della nuca sono ampiamente assenti. S. u. hondoensis è un uccello nidificante dell'Honshū settentrionale e centrale.
- Strix uralensis japonica (Clark AH, 1907): Questa sottospecie diffusa a Hokkaidō è leggermente più piccola di S. u. nikolskii, alla quale assomiglia ampiamente.

## Stato e tendenze della popolazione
La popolazione dell'allocco degli Urali è considerata non minacciata, ma per vaste aree di presenza non sono disponibili dati sulla popolazione. In Europa, le popolazioni sono in aumento nella maggior parte delle regioni, principalmente grazie all'installazione di cassette nido e della diminuzione della persecuzione diretta. Un'altra ragione per l'aumento della popolazione, soprattutto in Russia, è il metodo locale di gestione a taglio raso, che apre nuove aree di caccia per la specie nelle superfici in successione.
In Europa centrale nidificano circa 1000 coppie, la popolazione totale europea è stimata in 82.000 coppie nidificanti, di cui 65.000 solo nella parte europea della Russia.
Oltre alla persecuzione diretta, il traffico stradale e gli ostacoli, come ad esempio i recinti per il pascolo, rappresentano una significativa causa di minaccia, poiché gli allocchi degli Urali volano molto spesso vicino al suolo e attraversano anche le aree aperte in volo basso. Anche i metodi di gestione modificati, che ringiovaniscono rigorosamente le foreste in modo che manchino sia gli alberi con cavità che i vecchi nidi di rapaci, hanno un effetto regionale di riduzione della popolazione.
L'allocco degli Urali è considerato una delle specie che saranno colpite dal cambiamento climatico. Un team di ricerca che, per conto dell'agenzia ambientale britannica e della Royal Society for the Protection of Birds, ha studiato il futuro sviluppo della distribuzione degli uccelli nidificanti europei sulla base di modelli climatici, presume che entro la fine del XXI secolo l'areale dell'allocco degli Urali si ridurrà notevolmente soprattutto al sud. Tra le aree interessate c'è l'areale riproduttivo ancora esistente nell'arco dei Carpazi. Nel complesso, l'areale si sposta ulteriormente verso nord, con la previsione che nuove aree di nidificazione idonee saranno trovate nel nord della Fennoscandia e della Russia.
La lista rossa IUCN classifica S. uralensis come specie a basso rischio (Least Concern).
In Italia è specie protetta dell'art. 2 della Legge 157/92.